# A Escola
A Escola es un libro de Brasil, escrito por Miguel M. Abrahão en 1983 y editado como romance en 2007.

## Argumento
En los años 30, durante la dictadura de Getúlio Vargas en Brasil, el profesor Bolívar Bueno, en la defensa de ideas peligrosas para su época, ejerce una fuerte influencia y control emocional sobre sus estudiantes de la tradicional escuela Wolfgang Schubert. 
Involucrados con los problemas políticos y las ideologías en conflicto - el fascismo y el comunismo - Bolívar Bueno encuentra tiempo para seducir a mujeres hermosas y participar de los hechos históricos brasileños.
Originalmente, el autor lo escribió como texto teatral. En 2007 se convirtió en romance, donde profundizó temas históricos como la Revolución Constitucionalista de 1932 y la Conspiración Comunista de 1935.